# Hoya de San Ginés
Hoya de San Ginés, también conocido como barrio de la Lonja, es un barrio situado al sureste de la ciudad española de Albacete, en el sector 19. El barrio, surgido a principios del siglo XXI, se ubica al sur del barrio Universidad y está compuesto por grandes edificios residenciales y por viviendas adosadas.

## Toponimia
El borrio recibe su nombre por estar ubicado en la hoya de San Ginés. Además, es conocido como barrio de la Lonja por estar situado muy cerca de la Lonja Municipal de Albacete.

## Geografía

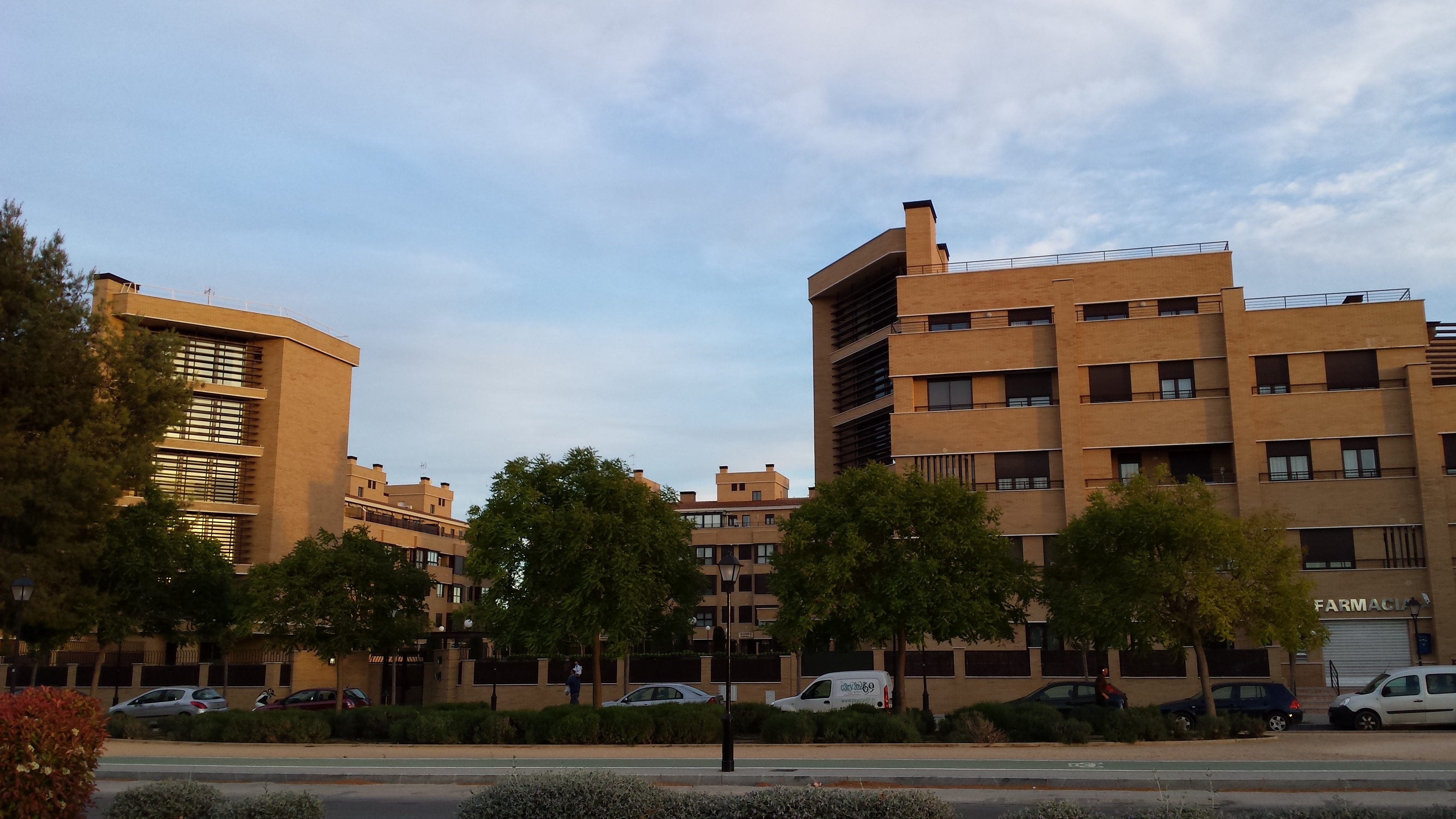
Urbanización característica con forma de castillo junto a la avenida de La Mancha en el barrio de la Hoya de San Ginés

El barrio está situado al sureste de la ciudad de Albacete, entre las calles carretera de Murcia al este, avenida de España al oeste y avenida de la Mancha (segunda circunvalación) al norte y Maratón al sur. Limita con los barrios Universidad y Hermanos Falcó al norte.

## Urbanismo
El barrio localizado en la periferia de la ciudad está formado por grandes edificios residenciales y por viviendas adosadas al oeste y sur. Cuenta con una plaza, grandes espacios abiertos y extensas zonas verdes con carril bici a lo largo de los márgenes de la avenida de la Mancha y la carretera de Murcia.

## Servicios
Entre la superficie comercial del barrio destaca un supermercado Mercadona.

## Transporte
El barrio queda conectado mediante las siguientes líneas de autobús urbano:
| Línea | Trayecto                                                  | Recorrido                                                         | Frecuencia    |
| ----- | --------------------------------------------------------- | ----------------------------------------------------------------- | ------------- |
|       | Campus UCLM - Barrio de Vereda                            | Recorrido Archivado el 1 de noviembre de 2014 en Wayback Machine. | 12-18 minutos |
|       | Campus UCLM - Hospital Universitario del Perpetuo Socorro | Recorrido Archivado el 22 de febrero de 2014 en Wayback Machine.  | 12-18 minutos |